# 訴諸對立
訴諸反對（argument by contradiction），是一種非形式謬誤，是不斷宣稱與對方矛盾的主張，而不提出理據。網路上又俗稱這樣不斷堅持自己觀點的做法為「跳針」。

## 示例
例一
兒子：好多同學都有手機，我也想買一台。
爸爸：不行，你不能買！
兒子：我會把手機用來幫助學習，不會玩遊戲的，好不好？
爸爸：不行！
兒子：沒有手機我以後出門會很不方便的，拜託嘛！
爸爸：總之就是不行！
例二
女生：誰說女生應該常保自己的外表乾乾淨淨的，應該留長頭髮但不該有體毛，而且皮膚要白、身材要瘦、身上不能有痘子或疤痕？這些對女生的要求標準，是父權思維下的產物。
男生：不要老是搞女權自助餐好嗎？這些女權母豬的論調，我聽了都膩了。
女生：我又沒有說女生只需要享受權利，不需要盡義務，我只是說父權思維對女生外表的要求很不合理而已。
男生：總之不要搞女權自助餐！
女生：要享受權利，當然要盡相應的義務，我又沒有說不要，我只是說一些父權思維的產物很不合理而已。
男生：反正你不要再講女權了，講女權就是搞女權自助餐，要我講幾次你才會懂？女人真不可理喻。

## 相關概念
- 訴諸斷言：訴諸反對是反覆宣稱與對方衝突的主張而不提出理據，故屬訴諸斷言。